# En la selva no hay estrellas
En la selva no hay estrellas (bra Na Selva Não Há Estrelas) é um filme argentino-peruano de 1967, dirigido e escrito por Armando Robles Godoy.
Foi selecionado como representante do Peru à edição do Oscar 1968, organizada pela Academia de Artes e Ciências Cinematográficas.
Este filme foi considerado desaparecido por 35 anos, até ser encontrado em Moscou, onde ganhara a medalha de ouro do festival de 1967.

## Sinopse
Enquanto enfrenta as agruras da selva e para fugir com o ouro que que roubara de uma tribo indígena, um homem revê seu passado.

## Elenco
- Ignacio Quirós
- Susana Pardahl
- Luisa Otero
- Jorge Montoro
- César David Miró
- Manuel Delorio
- Jorge Aragón
- Demetrio Túpac Yupanqui